# توف (سازمان)

سازمان دیدبانی فنی (به آلمانی Technischer Überwachungsverein: TÜV) سازمان‌هایی مستقر در آلمان هستند که بر روی سلامتی کالاهای صنعتی ارائه شده از سوی تولیدکننده‌ها و همچنین محصولات و تأسیسات، چون پالایشگاه، آسانسور، جرثقیل، خودرو و غیره نظارت دارند و برگه گواهی معاینه فنی مدت دار سالانه یا شش‌ماهه و غیره صادر می‌کنند تا استانداردهای ارائه شده برای سلامت انسان و محیط زیست را تأمین کنند. این سازمان دارای رقیب‌های مختلف است و حالت انحصاری خود را حدو ۳۰ سال پیش از دست داده است. شرکت‌هایی که دارای آرم TÜV می‌شوند، باید حداقل ۲۵٪ سهام آنها در اختیار یکی از توف‌های اصلی باشند. این سازمان به عنوان یک مشاور مستقل بر سلامت کارکرد کالاها یا محصولاتی مانند محصولات کشاورزی حیاتی، دودزایی وسایل نقلیه و استانداردهای ساخت موتورهای اتوموبیل‌های سنگین و سبک و تأسیسات انرژی را بر عهده دارد. بسیاری از زیرسازمان‌های دارنده TÜV می‌توانند به عنوان سازمان‌دهندگان و همچنین گسترش دهندگان مقوله انرژی و مفاهیم وابسته به آن عمل کنند و راه حل‌هایی برای مشکلات زیست‌محیطی ارائه دهند. همچنین خود این شرکت‌ها وظیفه دارند از قوانینی که بر مبنای مدرک TÜV به آنها اهدا می‌شود، تبعیت کنند و در راستای سلامت انسان و محیط گام بردارند. استاندارد TÜV قابلیت انطباق با انواع ایزو، از جمله ایزو ۹۰۰۱ در مدیریت کیفیت و ایزو ۱۶۹۴۹ در رابطه با مدیریت کیفیت دستگاه‌های خودکار را نیز دارد. کارشناسان توف در دعاوی‌های حقوقی در دادگاه‌ها به‌عنوان کارشناس قسم خورده حاضر می‌شوند.

## تاریخچه
سازمان دیدبانی فنی از سابقه‌ای در حدود ۱۳۰ سال برخوردار است که در زمان خود در اشکالی مانند امن‌سازی ابتکاری کارگاه‌ها و اماکن عمومی ظهور کرده است. حول و حوش سال ۱۸۷۰ تعداد TÜVها به تعداد نزدیک به ۴۳ عدد بوده است. آنها از نظر جغرافیایی همانجایی واقع شده بودند که همینک هستند، مانند SAAR, SÜD , Thüringen, Hessen, NORD و Rheinland. سازمان دیدبانی فنی اصالتاً برای نظارت بر نحوه ساخت و کارکرد تجهیزات دیگ بخار ایجاد شده بود، زیرا سالانه تعداد زیادی ار مردم جان خود را به دلیل انفجار دیگ‌های بخار از دست می‌دادند. پدید آمدن این سازمان‌ها بر پایه به‌کارگیری دانش و تخصص موجود در صنایع و ایجاد ساختارهای معین به منظور بازرسی و پایش به صورت شخص ثالث و بی‌طرف، بوده است. همچنین سازمان‌هایی که با عنوان TUV در ایالت‌های مختلف آلمان به وجود آمده‌اند، با پیشوند یا پسوند مرتبط با منطقه خود در آلمان نام گذاری شده و به صورت شخصیت‌های مستقل حقوقی در مناطق مختلف آلمان ثبت شده‌اند. از تعداد 43 TÜV ای که آن زمان وجود داشتند، امروزه تنها ۶ عدد در آلمان باقی‌مانده‌اند (بعلاوه یکی در اتریش)
بزرگ‌ترین گروه TÜVها که به صورت بین‌المللی فعال می‌باشند شرکت TUV NORD, TUV RHEINLAND , TUV SUD می‌باشند که در میان این شرکتهای بزرگ آلمانی، شرکت "TUV SUD" از دیگران بزرگتر و دارای اعتبار بیشتر می‌باشد. مقر اصلی و مؤسس شرکت در کشور المان می‌باشد با سابقه ۱۳۰ساله و نزدیک به یازده هزار مهندس برجسته و نزدیک به ۶۰۰ محل دفتر بین‌المللی در سرتاسر جهان. این شرکت بزرگ از جانب دولت فدرال آلمان حمایت می‌شود. و بسیاری از پروژه‌های فنی بزرگ بین‌المللی زیر نظر شرکت TUV SUD انجام می‌شود. تمام وسایل و تجهیزات الکتریکی که در نیروگاه‌ها نصب می‌شوند، تمام تجهیزات الکتریکی ساخت آلمان و تمام وسایل نقلیه‌ای که در جاده‌های آلمان تردد می‌کنند، غولهای خودروسازی المانی مانند شرکت مرسدس بنز آلمان، شرکت خودروسازی آلمانی بی.ام.و. و شرکت پورشه آلمان و .. ، باید یکی از گواهی‌های سازمان TÜV یا سازمان DEKRA را داشته باشند و برای همین شرکت‌های سازنده این وسایل، می‌بایست در اخذ این گواهی‌ها کوشا باشند زیرا به تدریج بسیاری از استانداردهای مربوط به سازمان دیدبانی فنی آلمان و دیگر سازمانهای جهانی در حال کاملاً اجباری شدن است. این استاندارد همچنین برای انطباق خود با کشورها و مناطق مختلف جهان، شعبه‌هایی را در این کشورها تأسیس کرده است که استانداردهای TÜV و دیگر خدمات مربوط به نظارت و سرپرستی را با شرایط آن کشور یا منطقه سازگار کرده و امکان هماهنگی را در سطح جهان پدیدآورده است. شایان ذکر است بر همین اساس نیز سازمان دیدبانی فنی در ایران نیز مرکزی را برای آموزش شیوه‌های مؤثر در بهبود محیطی و مدیریت کنترل کیفیت و همچنین سازمان‌های استراتژی محور (Balance Score card) تدارک دیده است.
در حال حاضر تنها شرکت پایش و ارزیابی انطباق ایران (PN IRAN) می‌باشد که در ایران در حال فعالیت می‌باشد.

## گستره فعالیت‌های نظارتی این سازمان
- دیگ بخار
- استخراج معادن
- سیستم‌های نقاله
- سیستم‌های الکتریکی
- مخازن تحت فشار
- مواد
- وسایل نقلیه
- جوشکاری
- امتحانات گواهی رانندگی
- لوله‌های انتقال
- انبارش و ذخیره
- بازرسی‌های تجهیزات
- کنترل‌صدا
- انرژی هسته‌ای
- ایمنی
- طب صنعتی
- حفاظت در برابر اشعه
- میکروالکترونیک
- حفاظت آب
- لوازم پزشکی
- زیست‌فناوری
- ارتباطات‌دوربرد
- ارزیابی پیامدهای زیست‌محیطی
- امنیت فناوری اطلاعات
- حفاظت از اطلاعات
- بهداشت
- سیستم‌های مدیریتی
- گواهینامه‌های محصولی